# Yong Ji
Pour les articles homonymes, voir Lü Ji (homonymie).
Ne doit pas être confondu avec Lu Ji.
Yong Ji (雍己), aussi appelé Lü Ji (呂己), de son nom propre Zi Dian (子佃). Il fut le septième souverain de la dynastie Shang. Il régna depuis la capitale d'alors, Bo (亳), de -1649 à -1637. Tai Wu, lui succéda.